# Archieparquía de Trípoli de los maronitas
La archieparquía de Trípoli de los maronitas (en latín: Archieparchia Tripolitana Maronitarum y en árabe: أبرشية طرابلس الكاثوليكية المارونية‎) es una circunscripción eclesiástica de la Iglesia católica en Líbano. Se trata de una archieparquía maronita inmediatamente sujeta al patriarcado de Antioquía de los maronitas. Desde el 1 de noviembre de 2020 su archieparca es Youssef Antoine Soueif.

## Territorio y organización
La archieparquía extiende su jurisdicción sobre los fieles de rito antioqueno maronita residentes en la parte noroccidental del Líbano. Sus límites son: al sur Batrún, al norte Siria, al oriente la diócesis patriarcal, al oeste el mar Mediterráneo. Comprende los distritos de Trípoli, Akkar, Zgharta y Koura. Incluye la esquina del distrito de Zgharta, y las localidades de Chekka en Batrún y de Minieh en Dhinniyeh.
La sede de la archieparquía se encuentra en la ciudad de Trípoli, en donde se halla la Catedral de San Miguel.
En 2020 en la archieparquía existían 126 parroquias.

## Historia
En 1629 existía un obispo maronita en Trípoli. La Iglesia maronita no estaba dividida en diócesis hasta que el 30 de septiembre de 1736 en el Sínodo del Monte Líbano en el monasterio de Nuestra Señora en Louaizeh se decidió —siguiendo las decisiones del Concilio de Trento (1545-1563)— la erección canónica de 8 diócesis con límites definidos, cada una con un obispo residente y con autoridad ordinaria. Una de esas diócesis fue la eparquía de Trípoli, cuya jurisdicción inicial fue fijada como:

II. Tripolis: Hujus Pontificis jurisdictio extenditur a Tripoli, et Jania ad Arcam Balaneam, Aradum Orthosiadem, Gabalum, Laodiceam, usque ad finem Alepi.

La bula Apostolica praedecessorum del 14 de febrero de 1742 del papa Benedicto XIV, confirmó le decisión sinodal de subdividir el patriarcado en diócesis, su número y su extensión territorial. Sin embargo, el sínodo acordó que las diócesis no serían asignadas hasta que el número de obispos se redujera hasta 8, lo cual se puso en práctica durante el patriarcado de Youssef VIII Hobaish (1823-1845).
Extendida inicialmente por todo el territorio costero desde Trípoli en el Líbano hasta Latakia en Siria, incluyendo a Homs y a Hama, en 1840 adquirió una docena de aldeas separadas por la Congregación de Propaganda Fide de la eparquía de Jbeil.
Joseph Al-Samani fue nombrado eparca de Trípoli y luego vicario general del patriarcado maronita en Trípoli. Con la ayuda del cónsul francés pudo obtener un terreno para establecer un cementerio y un hospital maronita. Fundó la Fraternidad de la Inmaculada Concepción en Trípoli para reformar la iglesia de la Virgen María y obtuvo un decreto otomano para construir una iglesia en Trípoli, la primera de su tipo desde las Cruzadas. En 1867, sin embargo, fue exiliado y asistió al Concilio Vaticano I en el período 1869-1870, convocado por el papa Pío IX. 
El 16 de abril de 1954 cedió los territorios que estaban en Siria para la erección de la administración apostólica de Latakia (que más tarde se convirtió en la eparquía de Latakia de los maronitas) mediante el decreto Quo aptiori de la Congregación para las Iglesias Orientales.
El 5 de septiembre de 1965 la eparquía de Trípoli fue elevada al rango de archieparquía por el papa Pablo VI.

## Estadísticas
Según el Anuario Pontificio 2021 la archieparquía tenía a fines de 2020 un total de 147 800 fieles bautizados.
| Año                                                                             | Población            | Población | Población      | Sacerdotes | Sacerdotes    | Sacerdotes    | Bautizados por sacerdote | Diáconos permanentes | Religiosos | Religiosos | Parroquias |
| Año                                                                             | Bautizados católicos | Total     | % de católicos | Total      | Clero secular | Clero regular | Bautizados por sacerdote | Diáconos permanentes | Varones    | Mujeres    | Parroquias |
| ------------------------------------------------------------------------------- | -------------------- | --------- | -------------- | ---------- | ------------- | ------------- | ------------------------ | -------------------- | ---------- | ---------- | ---------- |
| 1950                                                                            | 77 000               | 1 330 000 | 5.8            | 136        | 120           | 16            | 566                      |                      | 47         | 64         | 135        |
| 1969                                                                            | 135 000              | ?         | ?              | 156        | 116           | 40            | 865                      |                      | 63         | 136        | 93         |
| 1978                                                                            | 190 000              | ?         | ?              | 210        | 119           | 91            | 904                      |                      | 115        | 45         | 124        |
| 1990                                                                            | 97 316               | ?         | ?              | 101        | 93            | 8             | 963                      |                      | 8          | 51         | 125        |
| 1999                                                                            | 100 000              | ?         | ?              | 141        | 105           | 36            | 709                      |                      | 46         | 132        | 124        |
| 2000                                                                            | 100 000              | ?         | ?              | 153        | 113           | 40            | 653                      |                      | 49         | 130        | 120        |
| 2001                                                                            | 100 500              | ?         | ?              | 152        | 108           | 44            | 661                      |                      | 52         | 162        | 122        |
| 2002                                                                            | 100 350              | ?         | ?              | 153        | 113           | 40            | 655                      |                      | 50         | 162        | 122        |
| 2003                                                                            | 101 350              | ?         | ?              | 145        | 95            | 50            | 698                      |                      | 56         | 162        | 122        |
| 2004                                                                            | 101 350              | ?         | ?              | 171        | 118           | 53            | 592                      |                      | 59         | 167        | 122        |
| 2009                                                                            | 139 300              | ?         | ?              | 180        | 120           | 60            | 773                      |                      | 66         | 140        | 125        |
| 2014                                                                            | 147 800              | ?         | ?              | 190        | 130           | 60            | 777                      |                      | 66         | 140        | 126        |
| 2017                                                                            | 147 800              | ?         | ?              | 191        | 131           | 60            | 773                      |                      | 66         | 140        | 126        |
| 2020                                                                            | 147 800              | ?         | ?              | 189        | 129           | 60            | 782                      |                      | 66         | 140        | 126        |
| Fuente: Catholic-Hierarchy, que a su vez toma los datos del Anuario Pontificio. |                      |           |                |            |               |               |                          |                      |            |            |            |

## Episcopologio
- Isaac † (25 de marzo de 1629 ordenado-? falleció)
- Mikhaïl Hasrouni † (antes de 1661-después de 1673)
- Gabriel †
- Youssef Bin Barbour Assem’ani al Hasrouni † (antes de 1675-11 de diciembre de 1695 falleció)
- Yaaqoub Awwad el-Hasrouni † (1698-21 de febrero de 1706 confirmado patriarca de Antioquía)
- Elias El Gemayel † (1706-1716 falleció)
- Basilio † (antes de 1733-después de 1736)
- Germano † (mencionado en 1746)[7]
- Tobie El-Khazen † (1755-28 de marzo de 1757 confirmado patriarca de Antioquía)
- Raffaele Haklani † (antes del 17 de julio de 1779-después de 1787)
- Ignazio Gazeno † (antes de 1795-después de 1809)
- Youssef Hobaish † (30 de enero de 1820 consagrado-3 de mayo de 1824 confirmado patriarca de Antioquía)
- Paul Moise Musa † (2 de marzo de 1826-?)
- Youssef El-Khazen † (1830-19 de enero de 1846 confirmado patriarca de Antioquía)
- Joseph Al-Samani (?-mencionado en 1878)
- Estephan Auad (Stefano Evodio) † (15 de diciembre de 1878-enero de 1908 falleció)
- Antoun Arida † (7 de junio de 1908-13 de marzo de 1933 confirmado patriarca de Antioquía)
- Antoine Abed † (23 de abril de 1933-15 de septiembre de 1975 falleció)
- Antoine Joubeir † (4 de agosto de 1977-2 de julio de 1993 retirado)
- Gabriel Toubia † (2 de julio de 1993-6 de abril de 1997 falleció)
- Youhanna Fouad El-Hage † (7 de junio de 1997-4 de mayo de 2005 falleció)
- Georges Bou-Jaoudé (Aboujaoudé), C.M. † (24 de septiembre de 2005-1 de noviembre de 2020 retirado)
- Youssef Antoine Soueif, desde el 1 de noviembre de 2020